# Protokanonične knjige
Protokanonične knjige so tiste knjige Svetega pisma stare zaveze, ki so bile prve (grško starogrško προτος [protos] =prvi) sprejete v svetopismski kánon (izbor) in jih štejejo za svete vsi kristjani in tudi Judje. Devterokanonične knjige so bile uvrščene v svetopisemski kánon (izbor) pozneje in zato jim nekateri oporekajo svetost.
Krščanska tradicija pozna 39 protokanoničnih knjig (za seznam glej članek Stara zaveza ali Sveto pismo). Judovska tradicija šteje za kánonične iste knjige, vendar jih je zaradi drugačnega oštevilčenja v judovskem Svetem pismu le 24 (1. in 2. Samuelovo knjigo štejejo za eno knjigo, prav tako 1. in 2. knjigo kraljev ter 1. in 2. kroniško knjigo; poleg tega štejejo vseh 12 malih prerokov za eno knjigo ter Ezra in Nehemija za eno).